# Paul Jubb
Paul Jubb (* 31. Oktober 1999 in York) ist ein britischer Tennisspieler aus England.

## Persönliches
Paul Jubb wurde als Sohn einer Kenianerin und eines Engländers in York geboren und wurde mit vier Jahren Vollwaise – sein Vater, ein Soldat, beging Suizid, seine Mutter starb wenig später. Er wurde von seiner Großmutter Valerie großgezogen. Das erste Mal Tennis spielte er ebenfalls mit vier Jahren.
Er wurde als Kind in der Nähe von Hull im Pelican Park vom Tennistrainer Jonny Carmichael entdeckt, der ihn in seinen Teenager-Jahren an der Nuffield Health Tennis Academy trainierte.

## Karriere
2015 gewann Jubb den Einzeltitel der unter 16-Jährigen bei den britischen Meisterschaften.
Er studiert seit 2016 an der University of South Carolina und spielte dort auch College Tennis. In seiner dritten Saison  gewann er dort als erster Brite überhaupt die NCAA Division I Tennis Championships 2019. Sein Studium wird noch bis Mitte 2020 andauern. Bereits 2018 gewann Jubb seinen ersten Titel auf der ITF Future Tour.
Nach seinem NCAA-Titel bekam der Brite mehrere Wildcards für Challenger-Events in seinem Heimatland. Nachdem er in Surbiton noch kein Match gewinnen konnte, gelang ihm in Nottingham und Ilkley sukzessive ein Sieg mehr. In der Qualifikation für sein erstes ATP-Tour-Event besiegte er in Eastbourne überraschend zunächst Denis Istomin und dann den Top-100-Spieler Andrei Rubljow, sodass er in seinem ersten ATP-Hauptfeld stand. Hier unterlag er Taylor Fritz. Durch seine Erfolge bekam er für das Grand-Slam-Turnier von Wimbledon ebenfalls eine Wildcard für Einzel- und Doppelkonkurrenz. Im Einzel gewann er gegen João Sousa einen Satz, im Doppel blieb er gegen die späteren Sieger Juan Sebastián Cabal und Robert Farah chancenlos.
In den erfolgreichen Monaten konnte sich Paul Jubb im Einzel bis auf Platz 430 vorschieben.

## Erfolge
| Legende (Anzahl der Siege)  |
| Grand Slam                  |
| ATP World Tour Finals       |
| ATP World Tour Masters 1000 |
| ATP World Tour 500          |
| ATP World Tour 250          |
| ATP Challenger Tour (1)     |

### Einzel

#### Turniersiege
| Nr. | Datum         | Turnier    | Belag | Finalgegner         | Ergebnis  |
| --- | ------------- | ---------- | ----- | ------------------- | --------- |
| 1.  | 27. März 2022 | Santa Cruz | Sand  | Juan Pablo Varillas | 6:3, 7:65 |